# مجان (اقتصاد)

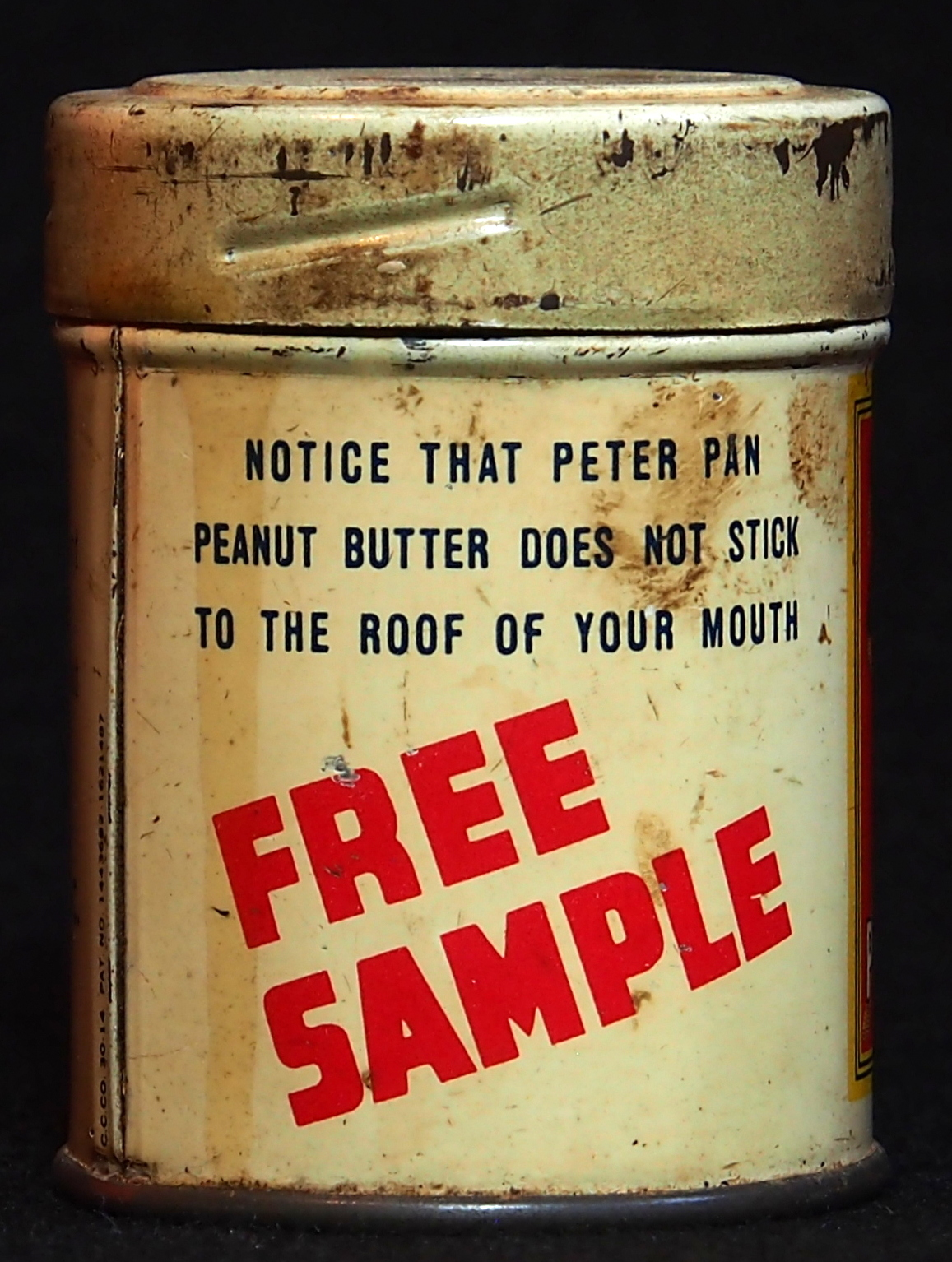

المجان في الاقتصاد هو ألا يدفع مقابل عيني أو مادي لتحصيل سلعة أو خدمة.